# Олтмен, Скотт Даглас
Скотт Даглас Олтмен (англ. Scott Douglas Altman; род. 15 августа 1959, Линкольн, штат Иллинойс, США) — американский военный лётчик, лётчик-испытатель, астронавт. Совершил четыре полёта в космос общей продолжительностью 51 сутки 12 часов 47 минут 59 секунд. Общий налёт более 5000 часов на более чем 40 типах летательных аппаратов. Капитан Военно-морских сил США в отставке.
По документам родился в Линкольне штата Иллинойс, но считает своей родиной город Пикин этого же штата.

## Образование
- В 1977 году окончил среднюю школу «Пикин Комьюнити Хай Скул» (англ. Pekin Community High School) в городе Пикин штата Иллинойс.
- В 1981 году окончил Иллинойсский университет и получил степень бакалавра наук в авиационной и космической технике.
- В 1990 году окончил Школу повышения квалификации ВМС США (англ. Naval Postgraduate School) и получил степень магистра наук по аэрокосмической технике.

## Воинская служба
- В 1981 году призван на военную службу в Военно-морские силы США (ВМС США), в августе 1981 года окончил Школу офицерского резерва. Присвоено воинское звание энсин ВМС (младший лейтенант);
- В феврале 1983 года получил квалификацию пилота ВМС (золотые крылья пилота — «wings of gold»). Получил назначение в 51-ю истребительную эскадрилью на авиастанцию ВМС Мирамар в Сан-Диего, Калифорния. Летал на F-14A «Томкэт». В составе эскадрильи участвовал в двух боевых походах в западную часть Тихого океана и в Индийский океан;
- С августа 1987 года проходил обучение в Школе повышения квалификации ВМС США и Школе лётчиков-испытателей, которые окончил в июне 1990 года;
- С 1990 года — лётчик-испытатель модификаций самолёта F-14, участие в оценке со стороны ВМС экспериментального самолёта ВВС F-15 S/MTD;
- В 1992 году направлен в 31-ю истребительную эскадрилью на авиастанцию Мирамар для обеспечения первого оперативного развёртывания самолётов F-14D Super Tomcat, был назначен офицером по техническому обслуживанию, а позже — офицером оперативного отдела штаба эскадрильи;
- В 1993 году в течение шести месяцев участвовал в полётах над Южным Ираком в качестве ведущего штурмовиков при проведении операции «Южный дозор» (Southern Watch);
- В 1994 году присвоено воинское звание лейтенант-коммандер ВМС (капитан 3 ранга);
- В 2000 году присвоено воинское звание коммандер ВМС (капитан 2 ранга);
- В 2006 году присвоено воинское звание капитан ВМС (капитан 1 ранга), в отставке.

## Космическая подготовка
- В 1991 году подавал документы на отбор в отряд астронавтов.
- 5 января 1992 года прошёл обследование и собеседование, но отобран не был.
- В декабре 1994 года зачислен в отряд астронавтов НАСА в качестве пилота по программе Спейс Шаттл. Прошёл годичный курс общей космической подготовки.
- В мае 1996 года получил квалификацию пилота шаттла и назначение в отделение систем шаттла отдела астронавтов НАСА.
- 18 апреля 1997 года назначен пилотом в экипаж миссии STS-90.

## Первый полёт
С 17 апреля по 3 мая 1998 года совершил свой первый космический полёт в качестве пилота шаттла в составе экипажа миссии «Колумбия» STS-90. Стал 374-м человеком и 235-м американцем в космосе. Основная полезная нагрузка миссии — вывод на орбиту лаборатории «Нейролаб» (англ. Neurolab). Продолжительность полёта составила 15 суток 21 час 49 минут 59 секунд.

## Второй полёт
18 февраля 2000 года назначен пилотом в экипаж миссии STS-106. С 8 по 20 сентября 2000 года совершил второй полёт в качестве пилота шаттла в составе экипажа миссии «Атлантис» STS-106. Основная задача миссии — доставка грузов на Международную космическую станцию. После отстыковки было проведено два облёта шаттлом станции на ручном управлении. Продолжительность полёта составила 11 суток 19 часов 11 минут 1 секунда.

## Третий полёт
26 марта 2001 года назначен командиром экипажа миссии STS-109. С 1 по 12 марта 2002 года совершил третий полёт в качестве командира экипажа шаттла миссии «Колумбия» STS-109. Основная задача миссии — обслуживание на орбите телескопа «Хаббл». Продолжительность полёта составила 10 суток 22 часа 9 минут 50 секунд.

## Деятельность между полётами
- В 2003 году — руководитель отделения шаттлов отдела астронавтов.
- В 2004 году переведён в категорию астронавтов-менеджеров НАСА в связи с назначением на работу в Директорат исследовательских программ в штаб-кваритире НАСА в Вашингтоне.
- начало 2005 года — возвращён в категорию активных астронавтов, работает в должности заместителя начальника отдела определения потребностей в Директорате исследовательских программ.
- 31 октября 2006 года назначен командиром шаттла планируемой миссии Дискавери STS-125, которой предстоит сложная и опасная операция по ремонту космического телескопа «Хаббл» (миссия HST-SM4). Полёт был намечен на весну 2008 года, затем перенесён на август-сентябрь 2008, а затем на весну 2009 года.

## Четвёртый полёт
31 октября 2006 года назначен командиром экипажа миссии STS-125. С 11 мая по 24 мая 2009 года совершил четвёртый полёт в качестве командира экипажа шаттла миссии Атлантис STS-125. Основная задача миссии — ремонт космического телескопа «Хаббл» (миссия HST-SM4). Продолжительность полёта составила 12 суток 21 час 37 минут 09 секунд.

## Деятельность после полётов
- 31 августа 2010 года в пресс-релизе НАСА 10-204 было объявлено о его уходе из отряда астронавтов и из НАСА для продолжения работы в частном бизнесе[1].
- После ухода из отряда астронавтов 1 сентября 2010 года приступил к работе в качестве вице-президента по долгосрочному планированию в компании ASRC Research and Technology Solutions.

## Личная жизнь
Женат, трое детей. Увлечения: классические автомобили, полеты, компьютер, чтение.

## Интересные факты
- в качестве пилота самолёта-истребителя F-14 принимал участие в съёмках художественного фильма «Лучший стрелок» в 1986 году, исполняя воздушные полёты и трюки за главного героя фильма.
- дружеское прозвище «Скутер» (англ. Scooter).

## Награды
- медаль Министерства обороны США «За отличную службу»
- медаль Министерства обороны США «За похвальную службу»
- медаль ВМС «За воздушные операции» (за участие в операции «Южный дозор»)
- медаль ВМС «За заслуги»
- медаль ВМС «За достижения»